# Štadión MFK Tatran Liptovský Mikuláš
Štadión MFK Tatran Liptovský Mikuláš – stadion piłkarski w Liptowskim Mikułaszu, na Słowacji. Został otwarty 29 sierpnia 1974 roku. Jego pojemność wynosi 1618 widzów. Swoje spotkania rozgrywają na nim piłkarze klubu Tatran Liptowski Mikułasz.
Do 1972 roku piłkarze Tatrana rozgrywali swoje spotkania na boisku na Pšaninách, w dzielnicy Okoličné (do 1970 roku samodzielna miejscowość). W 1972 roku boisko to zostało zlikwidowane w związku z budową na jego terenie mleczarni. Zawodnicy Tatrana tymczasowo przenieśli się na boisko przy zakładach im. 1 Maja. Jednocześnie, razem z budową nowego osiedla Podbreziny, ruszyła budowa nowego stadionu, którego uroczyste otwarcie miało miejsce 29 sierpnia 1974 roku. Na inaugurację gospodarze przegrali w sparingu z drużyną z Żyliny 1:9. W dniu otwarcia rozegrano także mecz miejscowych oldbojów z ich rówieśnikami z Závažnej Poruby. Pierwszy mecz ligowy na stadionie rozegrano 22 września. Pierwotnie stadion posiadał bieżnię lekkoatletyczną. W 1979 roku po zachodniej stronie utworzono boisko treningowe, rozpoczęła się także budowa budynku klubowego, którego oddanie do użytku nastąpiło 7 grudnia 1985 roku. W roku 1997 powstała kryta trybuna po stronie zachodniej. Latem 2007 roku boisko treningowe wyposażono w sztuczną murawę. W 2013 roku powstało drugie boisko treningowe o naturalnej nawierzchni, usytuowane na północ od głównego boiska, co ostatecznie położyło kres zarośniętej już wówczas trawą bieżni lekkoatletycznej. W latach 2018–2019 przeprowadzono gruntowną modernizację obiektu. Wzdłuż boiska powstały wówczas dwie nowe, zadaszone trybuny: zachodnia, mogąca pomieścić 924 widzów i wschodnia na 694 osoby. Oddano także do użytku nowe zaplecze socjalne, elektroniczną tablicę świetlną i system nawadniania murawy. 